# Schloss Hauzendorf

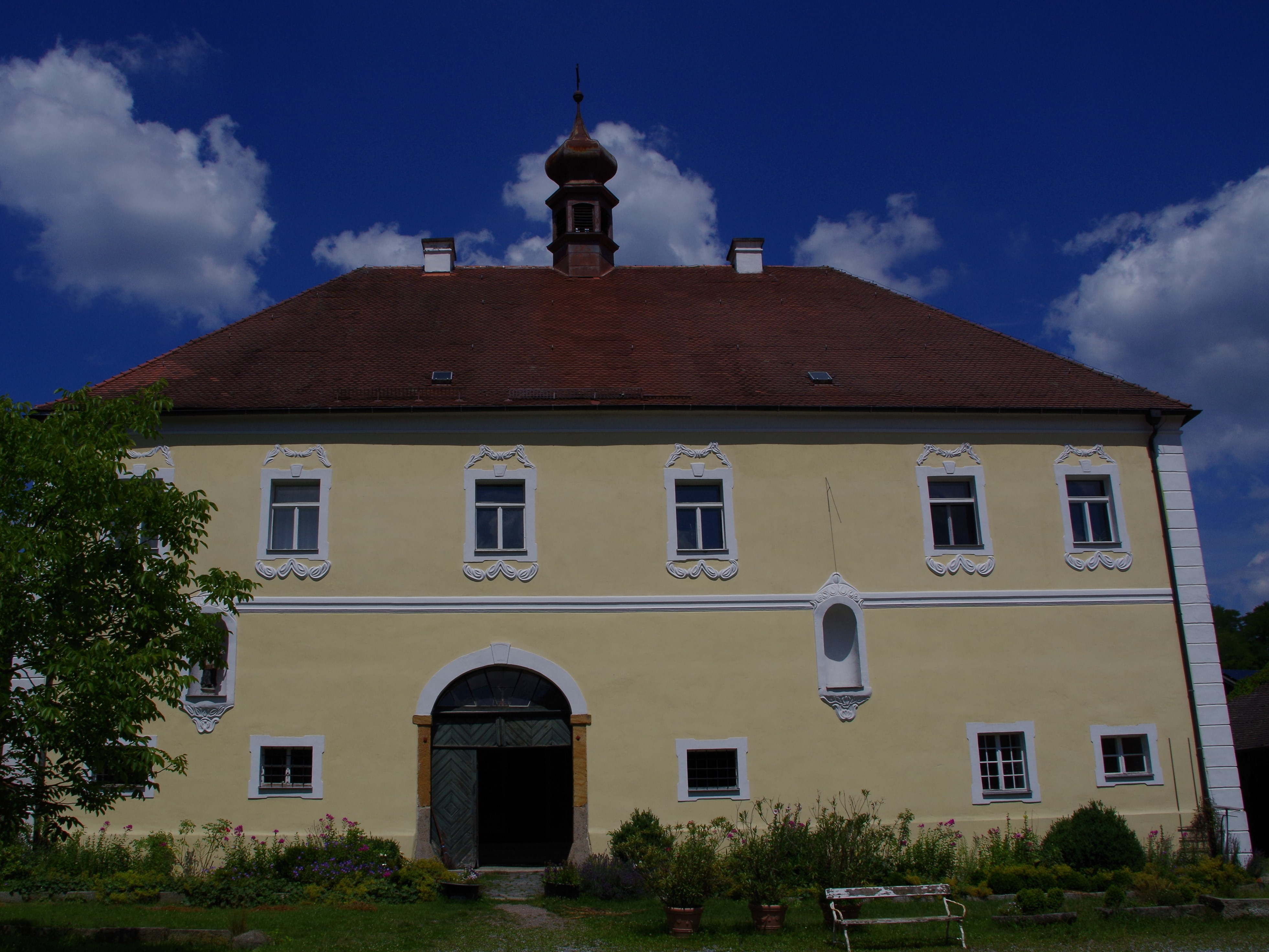
Schloss Hauzendorf

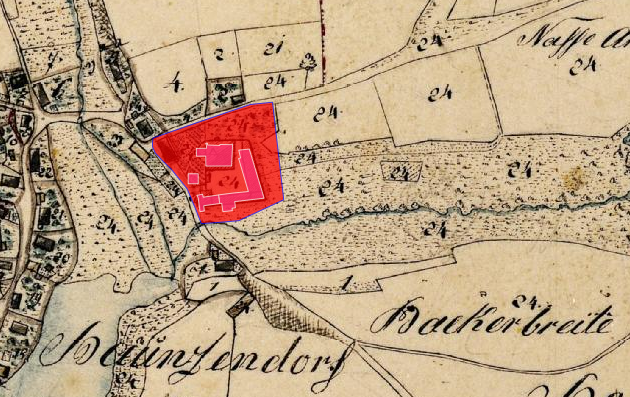
Lageplan von Schloss Hauzendorf auf dem Urkataster von Bayern

Die Schloss Hauzendorf liegt im Ortsteil Hauzendorf der Gemeinde Bernhardswald im Landkreis Regensburg von Bayern (Schlossgut 1). Das jetzige Schloss steht in der Nachfolge einer hochmittelalterlichen Kleinburg. Die Anlage ist unter der Aktennummer D-3-75-119-7 als denkmalgeschütztes Baudenkmal von Hauzendorf verzeichnet. Ebenso wird sie als Bodendenkmal unter der Aktennummer D-3-6839-0077 im Bayernatlas als „archäologische Befunde im Bereich des ehem. Schlosses in Hauzendorf, zuvor mittelalterliche Burg“ geführt.

## Geschichte
Ein Ruedger von Hautzndorf wird zwischen 1146 und 1160 in den Traditionen des Klosters St. Paul als Käufer eines Gutes Haeselinesgruebe (= Höslgrub) genannt. Dietrich Hauzendorfer und Adelhart von Hauzendorf sollen 1197 an dem Ritterturnier zu Köln teilgenommen haben. Zu einem solchen Turnier musste ein Ritter an die 100 Reisige mit 100 Pferden mitbringen und einen dementsprechenden Aufwand betreiben, die Hauzendorfer müssen damals also sehr begütert gewesen sein. Ein weiterer Rudeger von Hauzendorf und sein gleichnamiger Sohn werden zwischen 1253 und 1268 in den Traditionen des Klosters Reichenbach erwähnt. Dieser jüngere Rudger de Haucendorf ist 1283 als Lehensinhaber des Klosters erwähnt, 1298 siegelt er als Richter im herzoglichen Amt Wetterfeld bei Roding. Ein Heinrich von Hautzendorf ist 1322 Richter in Amberg und hat 1336–1338 das Amt eines herzoglichen Viztums für Oberbayern inne. Ein Konrad der Hauzendorfer ist 1365 und 1366 Richter von Straubing, ein Ott der Hauzendorfer ist 1366 Pfleger zu Haidau.
Die Hauzendorfer stehen aber auch in Diensten des Bistums Regensburg. 1327 erscheint ein Heinrich von Hauzendorf als Inhaber der Pflege der Burg Siegenstein. 1345 bestätigt der Hochstiftpfleger Dietrich Auer diesem die Burghut auf der Veste Schönberg; noch 1362 ist ein Chunrat Hauzendorfer als Inhaber von Schönberg nachweisbar. Zudem ist Heinrich Pfleger auf der Festung Donaustauf. Die Macht dieses Haunzenbergers erweist sich des Weiteren darin, dass er auch im Besitz der Burgen Hexenacker, Altmannstein und Eggmühl war. 1351 werden die drei Brüder Ott, Rudger und Hermann genannt, denen der Bischof von Regensburg Friedrich von Zollern einen Weingarten in Demling (in der heutigen Gemeinde Bach an der Donau) verleiht. Aufgrund der großen Besitztümer wird im 14. Jahrhundert auf den Ausbau der Burg Hauzendorf zugunsten der Errichtung des komfortableren Schlosses Hauzenstein verzichtet. 1380 nennt sich ein Otto Hauzendorfer bereits zu Hauzenstein.
Die Bezeichnung von Hauzendorf wird im frühen 15. Jahrhundert von Niklas Paulsdorfer und Hans Aegyd von Leublfing geführt, vielleicht Verwandte der Hauzendorfer. Allerdings tritt 1442 hier wieder ein Caspar der Hauzendorfer zu Hauzendorf auf. Diesem verpfändet Herzog Heinrich der Reiche die Veste Egk bei Bernried.
In der zweiten Hälfte des 15. Jahrhunderts übernehmen die Wallrab Hauzendorf. Von diesen hat Wolf Lorenz von Wallrab (seine Eltern waren Melchior Wallrab und Ursula von Tonndorf, begraben in Pettenreuth) als Landmarschall des Fürstentums Pfalz-Neuburg Berühmtheit erlangt. Hans Wallrab von Hauzendorf, verheiratet mit Magdalena Castner, war auch Hofmarksherr von Wolfersdorf und ein Georg Wallrab zu Hauzendorf, Grupberg und Grub in der jungen Pfalz war mit Regina von Präckendorf auf Hackenberg verheiratet. Nach dem Aussterben der Hauzendorfer Linie der Wallrab tritt in der Folge ein häufiger Besitzerwechsel auf Hauzendorf ein. U. a. waren Franz Siegmund Reisner von Liechtenstern, Georg Adam von Sickenhausen (dessen Nachkommen ließen 1719 die Pettenreuther Kirche restaurieren) und das Geschlecht derer von Asch zu Asch hier Hofmarksherren.
Das Schloss Hauzendorf brannte 1772 mit Stadel und Stallung ab. Auf frühen Abbildungen war hier neben einem großen Wohngebäude noch ein Turm zu sehen, der wohl Teil der Wehranlage war. 1784 begann der Wiederaufbau mit einer Bierbrauerei und Tavernwirtschaft durch die Familie Schmidt. In den folgenden Jahrzehnten wechselten die Besitzer noch einige Male. Auf Friedrich von Ruf folgten Joseph Freiherr von Pellkoven, Freiherr Baron von Schwerin, vom Stift zur Alten Kapelle zu Regensburg und Xaver Wittmann, ein Kaufmann aus Neunburg vorm Wald. 1853 erwarb Max Graf von Drechsel aus Karlstein das Schlossgut, danach gab es noch weitere Eigentümer. Die Folge dieser häufigen Übernahmen war, dass viel von dem einstigen Besitz verloren ging. So ging auch die Eigenjagd verloren, die erst 1904 durch den Zukauf des „Niederhofs“ durch Wilhelm Barthel wieder möglich wurde.
1818 wurde im Landgericht Regenstauf die Gemeinde Hauzendorf gebildet. 1840 bestand in Hauzendorf ein Patrimonialgericht II. Klasse, das aber nicht durch einen Hofmarksherren, sondern durch das Landgericht Regenstauf verwaltet wurde.
1917 übernahm Familie Mehler aus Tirschenreuth das Schloss, das ab 1926 von Felix Mehler († 1981) bewirtschaftet wurde. 1923 richtet der Jäger Wilhelm Bartl hier eine sogenannte landwirtschaftliche Verschlussbrennerei ein. 1950 wird mit Sanierungsarbeiten begonnen (u. a. Neubau des Glockenturmes, Überdachung des Innenhofes, Errichtung des heutigen Hofladens).
Seit 1956 verwaltet Mehlers Schwiegersohn Ludwig Kreuzer die Landwirtschaft und Brennerei, und es ist ihm zusammen mit seinem Sohn Detlef Kreuzer gelungen, ab 1975 eine denkmalgerechte Sanierung des Anwesens durchzuführen. Die heutigen Besitzer Detlef Kreuzer und Bettina Dostal betreiben auf dem heute Schlossgut Hauzendorf genannten Anwesen einen Biobauernhof.

## Beschreibung
Das heutige Wohngebäude ist eine annähernd quadratische Vierflügelanlage mit moderner Überdachung des Innenhofes von 1950. Die Gebäude sind zweigeschossig und mit Walmdächern gedeckt. Eine den Heiligen Drei Königen geweihte Kapelle im Erdgeschoss ist mittig in den Nordflügel integriert, deren halbrunde romanischer Apsis reicht in den östlichen Nachbarraum. Die Kapelle wurde mit einer Decke unterteilt. Früher muss die Kirche frei gestanden haben.
Im Fundamentbereich des Nordflügels finden sich Großquader (bis zu 1 × 0,6 m), die auf die frühere Burg hindeuten. Die Mauer mit dem Torbogen stammt aus dem 18. Jahrhundert. Erwähnenswert sind noch die Ökonomiegebäude (winkelförmiger Satteldachbauten mit Ställen und Stadel, Ständerbauten) aus dem 18. bzw. 19. Jahrhundert sowie das ehemalige Brauhaus. Letzteres ist ein zweigeschossiger und traufständiger Massivbau mit Satteldach und Kniestock aus der zweiten Hälfte des 19. Jahrhunderts.